# Dichiarazione Balfour (1917)

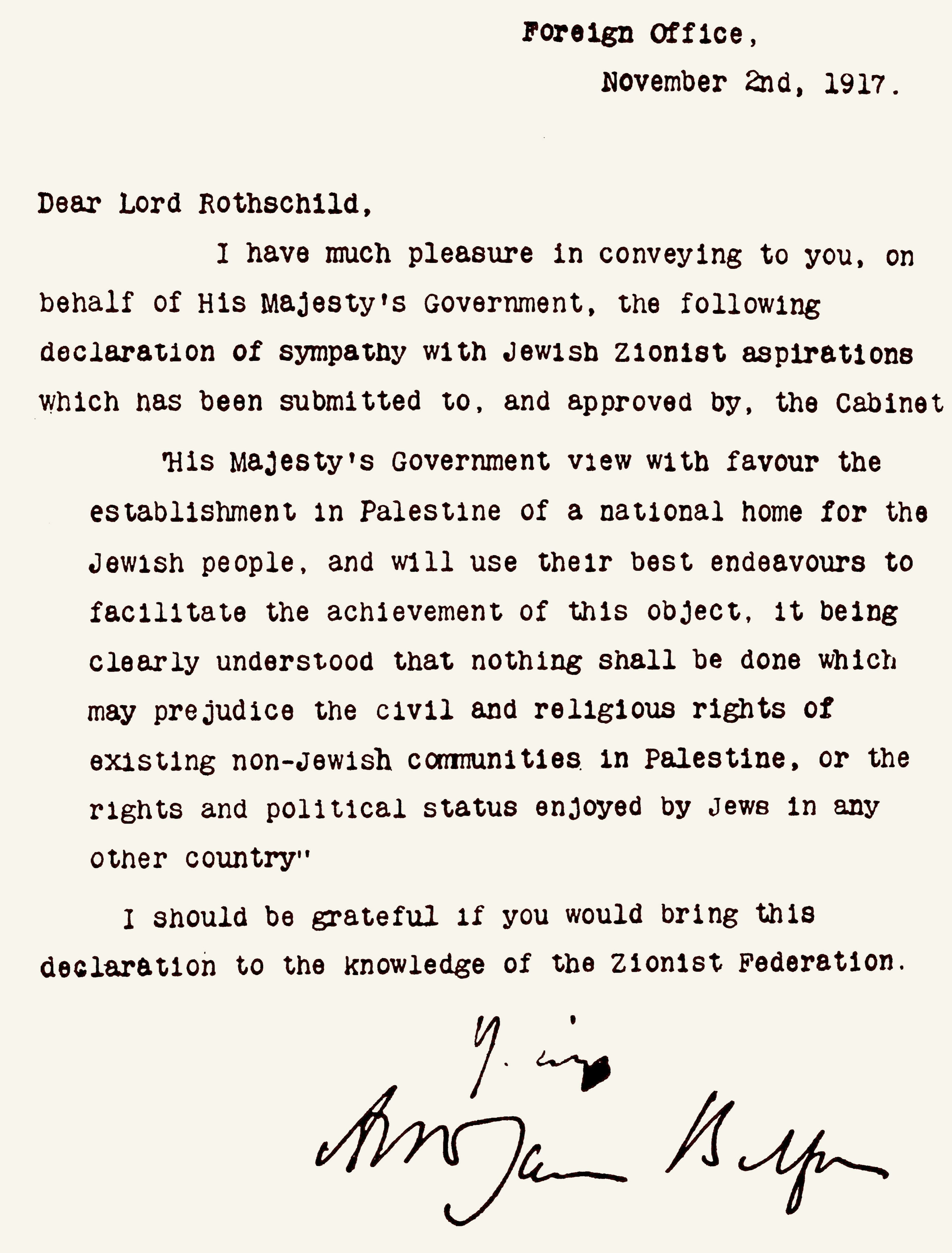
Dichiarazione Balfour

La dichiarazione Balfour del 2 novembre 1917 è un documento ufficiale della politica del governo britannico in merito alla spartizione dell'Impero ottomano da realizzarsi all'indomani della prima guerra mondiale.
Si tratta di una lettera scritta dall'allora ministro degli esteri del Regno Unito Arthur Balfour e indirizzata a Lord Rothschild (inteso, quest'ultimo, come principale rappresentante della comunità ebraica del Regno Unito e referente del movimento sionista) con la quale il governo del Regno Unito affermava di guardare con favore alla creazione di una "dimora nazionale per il popolo ebraico" in Palestina, allora ancora parte dell'Impero ottomano, senza però pregiudicare i diritti civili e religiosi  delle comunità non ebraiche della Palestina. Tale posizione del governo emerse all'interno della riunione di gabinetto del 31 ottobre 1917.
La dichiarazione Balfour fu poi inserita all'interno del trattato di Sèvres, che stabiliva la fine delle ostilità con la Turchia e assegnava la Palestina al Regno Unito (in seguito titolare del mandato della Palestina). Il documento è tuttora conservato presso la British Library.

## Storia
La storiografia concorda nel datare al 7 febbraio 1917 il primo contatto ad alto livello fra il Regno Unito e i dirigenti dell'Organizzazione sionista. Colloqui fra Mark Sykes, Chaim Weizmann e Lord Rothschild portarono a una richiesta avanzata da questi ultimi a Lord Arthur Balfour affinché si esprimesse pubblicamente in favore degli insediamenti ebraici in Palestina. Ulteriori proposte di dichiarazione furono avanzate nei mesi di settembre e ottobre, per giungere infine al testo definitivo.
L'insediamento di una comunità ebraica in Palestina rafforzò il ruolo arbitrale del Regno Unito nella regione (già assegnato con gli accordi Sykes-Picot del 1916) in vista di una spartizione dei territori dell'ex Impero ottomano, come avvenne con il mandato della Società delle Nazioni nel 1922. L'intenzionale ambiguità della dichiarazione, che non alludeva a un vero Stato indipendente, non impedì la nascita di forti correnti di immigrazione ebraiche in Palestina (Aliyah), coordinate dall'Agenzia ebraica, anche sotto la spinta delle ricorrenti persecuzioni antisemite e dei pogrom in Europa orientale. Agli occhi del mondo ebraico la dichiarazione apparve come l'autorizzazione che molti aspettavano per poter compiere una migrazione legale in Palestina.

## Testo della dichiarazione
November 2nd, 1917

Dear Lord Rothschild,

I have much pleasure in conveying to you, on behalf of His Majesty's Government, the following declaration of sympathy with Jewish Zionist aspirations which has been submitted to, and approved by, the Cabinet.

"His Majesty's Government view with favour the establishment in Palestine of a national home for the Jewish people, and will use their best endeavours to facilitate the achievement of this object, it being clearly understood that nothing shall be done which may prejudice the civil and religious rights of existing non-Jewish communities in Palestine, or the rights and political status enjoyed by Jews in any other country."

I should be grateful if you would bring this declaration to the knowledge of the Zionist Federation.

Yours sincerely,

2 novembre 1917

Egregio Lord Rothschild,

È mio piacere fornirle, in nome del governo di Sua Maestà, la seguente dichiarazione di simpatia per le aspirazioni dell'ebraismo sionista che è stata presentata, e approvata, dal governo.

"Il governo di Sua Maestà vede con favore la costituzione in Palestina di un focolare nazionale per il popolo ebraico, e si adopererà per facilitare il raggiungimento di questo scopo, essendo chiaro che nulla deve essere fatto che pregiudichi i diritti civili e religiosi delle comunità non ebraiche della Palestina, né i diritti e lo status politico degli ebrei nelle altre nazioni".

Le sarò grato se vorrà portare questa dichiarazione a conoscenza della federazione sionista.

Sinceramente suo